# هاکی ولف
هاکی ولف (انگلیسی: Hokey Wolf) نام یک مجموعهٔ کارتونی آمریکایی و از محصولات هانا-باربرا است که در سال۱۹۶۰ میلادی منتشر شد و یکی از بخش‌های فرعی مجموعهٔ کارتونی «ماجراهای هاکلبری هاوند» بود.
این کارتون دربارهٔ ماجراهای یک گرگ حیله‌گر است که همیشه کارش حقه‌بازی و کلک است و با همکار ریزجثه و جوانش «دینگ -آ-لینگ وُلف» برنامه‌هایش را عملی می‌کند.